# JSM Challenger 2007
Il JSM Challenger 2007 è stato un torneo di tennis facente parte della categoria ATP Challenger Series nell'ambito dell'ATP Challenger Series 2007. Il torneo si è giocato a Champaign negli Stati Uniti dal 12 al 18 novembre 2007 su campi in cemento indoor.

## Vincitori

### Singolare
Jesse Levine ha battuto in finale  Donald Young con il punteggio di 7–6(4), 7–6(4).

### Doppio
Harel Levy /  Sam Warburg hanno battuto in finale  Brendan Evans /  Scott Lipsky con il punteggio di 6–4, 6–0.